# Ricochet (logiciel)
Ricochet ou Ricochet IM  est un logiciel de messagerie instantanée libre, open source et multi-plateforme développé à l'origine par John Brooks puis repris par le groupe Invisible.im. Le but du groupe est d'aider les gens à préserver leur vie privée en développant un client de messagerie instantanée sans métadonnées.

## Histoire
Initialement appelé Torsion IM, Ricochet a été renommé en juin 2014. C'est une alternative moderne à TorChat qui n'a pas été mis à jour depuis plusieurs années et à Tor Messenger qui est toujours en beta. Le 17 septembre 2014, il est annoncé que le groupe Invisible.im travaillera avec Brooks afin de développer Ricochet. Ils ont également prévu de retravailler le protocole et d'intégrer le partage de fichiers. Le protocole retravaillé a été implémenté en avril 2015. 
En février 2016, les développeurs de Ricochet ont dévoilé un audit de sécurité public sponsorisé par l'Open Technology Fund et réalisé par le NCC Group en novembre 2015. Les résultats sont « raisonnablement positifs ». L'audit a identifié « plusieurs domaines d'amélioration » et une vulnérabilité qui pouvait dévoiler l'identité des utilisateurs. Selon Brooks, elle a été corrigée dans la dernière version.

## Technologie
Ricochet est une messagerie instantanée décentralisée, il n'y a donc aucun serveur central auquel se connecter et avec qui partager les métadonnées. Le programme crée localement un service caché Tor et peut communiquer uniquement avec d'autres utilisateurs qui ont également un service caché Tor lancé. De cette manière, les communications faites avec Ricochet ne quittent jamais le réseau Tor. Le nom d'utilisateur (exemple : ricochet:hslmfsg47dmcqctb) est généré automatiquement au premier lancement de Ricochet. La deuxième partie indique l'adresse du service caché Tor. Avant que deux utilisateurs puissent parler ensemble, ils doivent s'ajouter comme contacts grâce aux noms d'utilisateurs.

## Vie privée
- Ricochet ne révèle pas l'adresse IP ou la localisation des utilisateurs car il utilise Tor[4].
- Le contenu des messages sont authentifiés de manière chiffrée et privés. Il n'y a pas besoin de s'enregistrer auprès d'un serveur pour utiliser Ricochet[11].
- La liste des contacts est stockée localement et il serait très difficile de déterminer qui parle avec qui à l'aide de surveillance passive[8].
- Ricochet ne sauvegarde pas l'historique des conversations.
- L'utilisation du service caché Tor permet d'éviter que le trafic quitte le réseau Tor. Cela préserve l'anonymat et complique les techniques de surveillance passive[4].
- Ricochet est une application portable, aucune installation n'est nécessaire. Il se connecte au réseau Tor automatiquement[8].